# Narros de Saldueña
Narros de Saldueña es una localidad y un municipio de España perteneciente a la provincia de Ávila, en la comunidad autónoma de Castilla y León. Tiene una población de 106 habitantes (INE 2024).

## Toponimia
Según Ángel Barrios García, su topónimo se explica por la procedencia de repobladores procedentes de Navarra; así, la Relación del cardenal Gil Torres del año 1250 se refiere al lugar como Nafarros de Salduenna.

## Símbolos
El escudo heráldico que representa al municipio se define a partir del siguiente blasón aprobado el 27 de febrero de 2013:

«Escudo cortado. Primero de oro, castillo de gules. Segundo, de gules cadena de oro en cuyo centro figura una esmeralda de sinople. Al timbre, corona real cerrada.»
Boletín Oficial de Castilla y León nº 144 de 29 de julio de 2013

El castillo es una representación esquemática del existente en el municipio, construido por Rodrigo Dávila y Valderrábano a principios del siglo XV. Las cadenas son las que figuran en el escudo de Navarra, simbolizando el origen de los repobladores del municipio en la Edad Media y la etimología del topónimo.
La descripción de la bandera, aprobada de manera simultánea al escudo, es la siguiente:

«Paño rectangular cuya longitud es una vez y media su altura. Dividido horizontalmente en dos mitades separadas por una línea quebrada que forma ángulos rectos: la mitad superior amarilla y la inferior roja. En el caso de que la bandera ostente el escudo municipal, éste irá colocado en el ángulo superior izquierdo del paño, con una altura equivalente a un tercio de la altura del mismo.»
Boletín Oficial de Castilla y León nº 144 de 29 de julio de 2013

## Geografía
La localidad se encuentra situada a una altitud de 899 m s. n. m. Atraviesa el municipio el río Merdero.
| Noroeste: Collado de Contreras | Norte: Constanzana | Noreste: Papatrigo |
| Oeste: Muñomer del Peco        |                    | Este: Papatrigo    |
| Suroeste: Muñomer del Peco     | Sur: Albornos      | Sureste: Papatrigo |

## Demografía
Narros de Saldueña cuenta con una población de 106 habitantes (INE 2024).
| Gráfica de evolución demográfica de Narros de Saldueña entre 1842 y 2021                                              |
| |
| Población de derecho según los censos de población del INE. Población de hecho según los censos de población del INE. |

## Patrimonio
- Castillo de Narros de Saldueña

El castillo del duque de Montellano se encuentra en el extremo de la localidad de Narros de Saldueña, en plena llanura de La Moraña.
Fue construido a finales del siglo XV por la familia Valderrábano. 
Constituye un buen ejemplo de castillo-palacio levantado con ladrillo y tapial, lo que le relaciona con la arquitectura mudéjar. Es de planta rectangular y posee una gran Torre del Homenaje.
- Iglesia de San Martín Obispo

Está localizada en la zona norte de la localidad. Su construcción se fecha a finales del siglo XV o principios del siglo XVI. La planta es de tipo basilical y es destacable la armadura de madera de la cabecera.